# 10 Years Solo Live
Albums de Brad Mehldau
Where Do You Start
(2012) Blues and Ballads
(2016)
10 Years Solo Live est un album du pianiste de jazz américain Brad Mehldau sorti en 2015 chez Nonesuch Records, regroupant 10 années d'enregistrement en piano solo en Europe.

## À propos de l'album
Brad Mehldau explique : « je ne me repose plus sur la structure des morceaux pour mes improvisation, comme c'est le cas dans l'approche classique du jazz basée sur thème et variation. À la place, j'utilise des morceaux de la mélodie comme des motifs à partir desquels je construis un schéma harmonique ». On peut notamment entendre cette approche sur le Countdown de John Coltrane ou sur Smells Like Teen Spirit de Nirvana.
Le répertoire est pour une bonne constitué de morceaux emblématiques de la « génération X » (Massive Attack, the Verve, Stone Temple Pilots, Radiohead, etc.), selon les termes du pianiste « une musique qui parle de la façon dont on se sent perdu et sans attache dans ce monde ».
Pour choisir les morceaux, Mehldau a réécouté 40 concerts donnés en Europe entre 2004 et 2014, enregistrés par son ingénieur du son ou par les radios publiques (Radio Danoise, BBC et Radio France). Il a ensuite gardé des morceaux issus de 19 concerts, organisés en 4 parties, chacune racontant une histoire différente.

## Réception critique
L'album est unanimement salué par la critique.
Nate Chinen (The New York Times) décrit l'album comme « un autoportrait ambitieux, trouvant d'infinies possibilités à travers une formule très simple », « qui figure parmi les enregistrements les plus impressionnants du pianiste ».
Pour Matt Collar (AllMusic), « en son for intérieur, Mehldau est un philosophe et un poète, et sur cet album il plonge au plus profond de son inspiration ».
Pour Xavier Prévost (Les Dernières Nouvelles du Jazz), « le voyage est envoûtant, vertigineux : c'est du grand piano de jazz, du grand piano tout court, bref de la grande musique au sens le plus œcuménique du terme ».
Guillaume Bourgault-Côté (Le Devoir) affirme que l'album est « d’une clarté, d’une précision, d’une cohérence totales ».
Doug Collette (Glide Magazine) souligne que « l'intensité de la concentration [de Mehldau] sur le clavier lui donne un contrôle extrêmement fin de la sonorité, […] les contrastes sonores s'équilibrent parfaitement à l'intérieur des morceaux ainsi que dans l'ensemble de l'album ».

## Structure de l'album
L'album est construit en 4 parties, chacune ayant sa personnalité et sa logique.

### Part 1Dark/Light
La première partie alterne entre des moments sombres (Dream Brother, Jigsaw Falling into Place, And I Love Her, My Favorite Things) et des moments lumineux (Blackbird, Meditation I – Lord Watch Over Me, This Here), comme Mehldau aime à le faire quand il conçoit la setlist de ses concerts. Le répertoire est presque entièrement constitué de reprises, qu'il joue en donnant un nouvel éclairage.
| No | Titre                             | Musique                              | Date et lieu d'enregistrement        | Durée |
| -- | --------------------------------- | ------------------------------------ | ------------------------------------ | ----- |
| 1. | Dream Brother                     | Jeff Buckley                         | Le 5/11/13 à Budapest, Hongrie       | 13:34 |
| 2. | Blackbird                         | John Lennon/Paul McCartney           | Le 08/09/11 à Girone, Espagne        | 6:30  |
| 3. | Jigsaw Falling into Place         | Radiohead                            | Le 17/09/11 à Leipzig, Allemagne     | 11:52 |
| 4. | Meditation I – Lord Watch Over Me | Brad Mehldau                         | Le 10/03/14 à Bruxelles, Belgique    | 8:45  |
| 5. | And I Love Her                    | John Lennon/Paul McCartney           | Le 8/11/13 à Vevey, Suisse           | 15:59 |
| 6. | My Favorite Things                | Richard Rodgers/Oscar Hammerstein II | Le 16/03/10 à Luxembourg, Luxembourg | 12:14 |
| 7. | This Here                         | Bobby Timmons                        | Le 16/03/10 à Luxembourg, Luxembourg | 8:15  |

### Part 2The concert
Bien que les enregistrements soient d'origines variées, cette partie est conçue comme un concert en solo tel que Mehldau pouvait en jouer autour de 2010-2011,.
| No | Titre                           | Musique                   | Date et lieu d'enregistrement            | Durée |
| -- | ------------------------------- | ------------------------- | ---------------------------------------- | ----- |
| 1. | Smells Like Teen Spirit         | Kurt Cobain               | Le 16/03/10 à Luxembourg, Luxembourg     | 9:37  |
| 2. | Waltz for J. B.                 | Brad Mehldau              | Le 15/07/10 à Bassano del Grappa, Italie | 6:05  |
| 3. | Get Happy                       | Harold Arlen/Ted Koehler  | Le 30/10/10 à Salzbourg, Autriche        | 12:31 |
| 4. | I’m Old Fashioned               | Jerome Kern/Johnny Mercer | Le 17/03/10 à Eindhoven, Pays-Bas        | 5:20  |
| 5. | Teardrop                        | Massive Attack            | Le 9/06/11 à Vienne, Autriche            | 14:13 |
| 6. | Holland                         | Sufjan Stevens            | Le 8/11/13 à Vevey, Suisse               | 11:06 |
| 7. | Meditation II – Love Meditation | Brad Mehldau              | Le 17/09/11 à Leipzig, Allemagne         | 5:53  |
| 8. | Knives Out                      | Radiohead                 | Le 29/03/11 à Rome, Italie               | 11:34 |

### Part 3Intermezzo/Rückblick
Cette partie emprunte son titre à l'avant-dernier mouvement de la Sonate pour piano no 3 de Johannes Brahms. « Rückblick » signifie « regard en arrière » : il s'agit de regarder ce qui a été fait avant d'aller vers le mouvement final. Il s'agit donc de retrouver de la musique enregistrée par Mehldau il y a plus de dix ans, tout en restant dans des formes relativement courtes telles que celles de Brahms dans ses Intermezzos.
| No  | Titre                                     | Musique                           | Date et lieu d'enregistrement      | Durée |
| --- | ----------------------------------------- | --------------------------------- | ---------------------------------- | ----- |
| 1.  | Lost Chords                               | Brad Mehldau                      | Le 10/07/05 à Copenhague, Danemark | 9:29  |
| 2.  | Countdown                                 | John Coltrane                     | Le 10/07/05 à Copenhague, Danemark | 10:42 |
| 3.  | On the Street Where You Live              | Frederick Loewe/Alan Jay Lerner   | Le 10/07/05 Copenhague, Danemark   | 7:08  |
| 4.  | Think of One                              | Thelonious Monk                   | Le 5/08/04 à Menton, France        | 7:46  |
| 5.  | Zingaro/Paris                             | Antônio Carlos Jobim/Brad Mehldau | Le 10/07/05 à Copenhague, Danemark | 10:42 |
| 6.  | John Boy                                  | Brad Mehldau                      | Le 29/03/11 à Rome, Italie         | 3:35  |
| 7.  | Intermezzo in B-flat major, Op. 76: No. 4 | Johannes Brahms                   | Le 7/06/11 à Wels, Autriche        | 8:15  |
| 8.  | Junk                                      | Paul McCartney                    | Le 17/11/04 à Londres, Royaume-Uni | 5:07  |
| 9.  | Los Angeles II                            | Brad Mehldau                      | Le 17/11/04 à Londres, Royaume-Uni | 5:16  |
| 10. | Monk’s Mood                               | Thelonious Monk                   | Le 17/11/04 à Londres, Royaume-Uni | 4:45  |
| 11. | Knives Out                                | Radiohead                         | Le 17/11/04 à Londres, Royaume-Uni | 7:22  |

### Part 4E minor/E major
La dernière partie peut se rapprocher de la première, Dark/Light, mais cette fois en mettant l'accent sur la tonalité de Mi, oscillant entre le mineur et le majeur, parfois en fort contraste, souvent en s'entremêlant.
| No | Titre                                 | Musique                                                  | Date et lieu d'enregistrement     | Durée |
| -- | ------------------------------------- | -------------------------------------------------------- | --------------------------------- | ----- |
| 1. | La Mémoire et la mer                  | Léo Ferré                                                | Le 10/09/11 à Paris, France       | 10:37 |
| 2. | Bittersweet Symphony/Waterloo Sunset  | Richard Ashcroft/Keith Richards/Mick Jagger ; Ray Davies | Le 29/03/11 à Rome, Italie        | 15:50 |
| 3. | Intermezzo in E minor, Op. 119: No. 2 | Johannes Brahms                                          | Le 25/03/11 à Bilbao, Espagne     | 5:06  |
| 4. | Interstate Love Song                  | Eric Kretz/Robert DeLeo/Scott Weiland/Dean DeLeo         | Le 10/03/14 à Bruxelles, Belgique | 17:58 |
| 5. | Hey You                               | Roger Waters                                             | Le 18/09/11 à Girone, Espagne     | 11:07 |
| 6. | God Only Knows                        | Brian Wilson/Tony Asher                                  | Le 09/06/11 à Vienne, Autriche    | 16:44 |